# NGC 117
NGC 117 é uma galáxia espiral (S0-a) localizada na direcção da constelação de Cetus. Possui uma declinação de +01° 20' 03" e uma ascensão recta de 0 horas, 27 minutos e 10,9 segundos.
A galáxia NGC 117 foi descoberta em 13 de Setembro de 1863 por Albert Marth.